# Gladys Ejomi
Gladys Ejomi, née en 1935 à Victoria et morte le 16 juillet 2020 à Douala, est une médecin et pédiatre camerounaise.
Elle est la première femme, native du Cameroun, diplômée de la médecine occidentale. Elle est distinguée par la médaille de l'excellence pour son action pionnière pour la médecine du pays. 

## Biographie

### Enfance et études
Gladys Ejomi naît en 1935 à Victoria (actuel Limbé), à l'époque du Cameroun britannique. Elle est scolarisée à Buéa et Bamenda
et formée à Ibadan, Londres et Harvard en 1971. Elle obtient son diplôme de médecine en 1962.

### Carrière
Gladys Ejomi est cadre au Centre universitaire des sciences de la santé (CUSS) de Yaoundé. 
Elle est chef du centre pour la nutrition à la faculté de médecine au Cameroun. Elle est également conseillère régionale en santé du Fonds des Nations unies pour l’enfance (UNICEF).   

### Mort
Le 16 juillet 2020, elle décède à l’hôpital général de Douala,.

## Distinctions
Le 5 mars 2020, elle reçoit le prix de l'excellence de la Ministre de la promotion de la femme et de la famille, Marie-Thérèse Abena Ondoa. A cette occasion, elle prononce un discours qu'elle intitule « Looking Back To Develop » (en français : Regarder en arrière pour se développer). Elle prône qu'il faut s'inspirer du passé pour mieux construire l'avenir : « Nous regardons en arrière au fil des ans pour voir ce qui a été réalisé, ce qui a échoué et ce qui doit être fait  ».